# Mieczysław Wajnberg

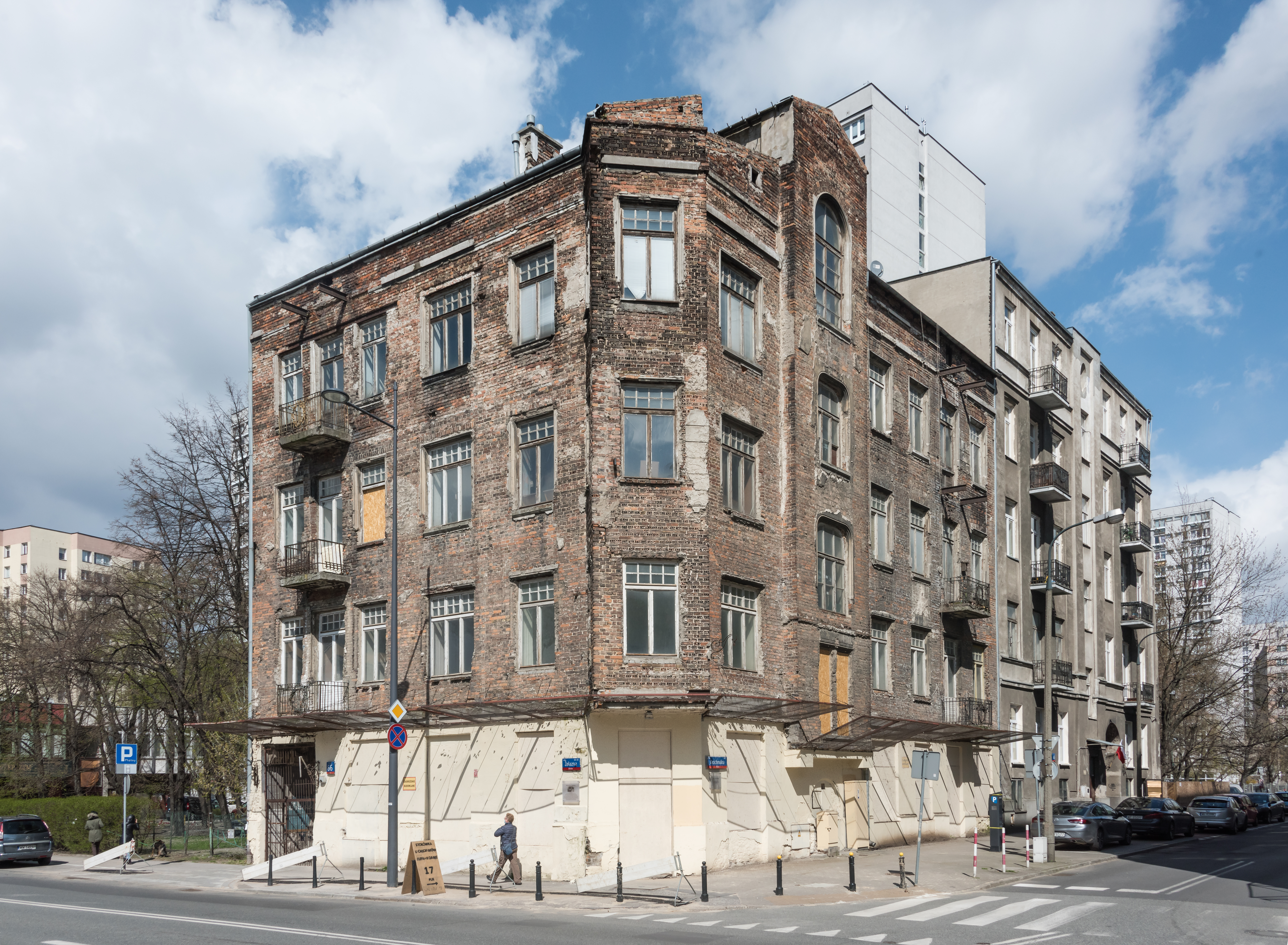
Kamienica przy ul. Żelaznej 66 w Warszawie, w której mieszkał Mieczysław Wajnberg. W 2020 na kamienicy odsłonięto tablicę upamiętniającą kompozytora

Mieczysław Wajnberg, Moisiej (Mojsze) Samuiłowicz Wajnberg (ur. 8 grudnia 1919 w Warszawie, zm. 26 lutego 1996 w Moskwie) – polski kompozytor pochodzenia żydowskiego, od 1939 zamieszkały w ZSRR.

## Życiorys
Pierwsze doświadczenia muzyczne zdobywał w żydowskich teatrach w Warszawie, gdzie pracował jego ojciec, Szmul (Samuel) Wajnberg. Kiedy miał 12 lat, został uczniem Józefa Turczyńskiego, najpierw w średniej, a potem w wyższej szkole muzycznej przy Konserwatorium Warszawskim. Podobnie jak ojciec, wcześnie zaczął pracować w teatrach rewiowych i lokalach dancingowych. W 1936 roku napisał muzykę do filmu Fredek uszczęśliwia świat. 
We wrześniu 1939 roku wyjechał z Warszawy. Udało mu się przedostać do ZSRR i wtedy imię Mieczysław zmieniono mu na Moisiej.
W ZSRR został studentem konserwatorium w Mińsku, w klasie kompozycji Wasilija Zołotariowa. Razem z nim studiował Ryszard Sielicki. W czerwcu 1940 roku jako pianista wystąpił w Moskwie w Dekadzie Białoruskiej Sztuki. 23 czerwca 1941 roku Orkiestra filharmonii w Mińsku wykonała jego utwór dyplomowy Poemat symfoniczny. Po napaści Niemiec na ZSRR uciekł do Taszkientu, gdzie zatrudniono go jako korepetytora w operze. Komponował też utwory patriotyczne, np. balet Do boju za ojczyznę. Wtedy ożenił się z Natalią Wowsi-Michoels, córką znanego aktora i reżysera teatru żydowskiego Solomona Michoelsa. Dzięki pomocy Dmitrija Szostakowicza, w 1943 roku przeprowadzili się do Moskwy. W 1946 roku Wajnberga oskarżono o to, że za mało odwołuje się do folkloru i pisze zbyt pesymistyczną muzykę. W 1948 roku oskarżono go o formalizm i zakazano wykonywać kilka jego utworów. W tym czasie zaczął zarabiać na życie pisząc muzykę dla radia i dla cyrku. W lutym 1953 roku został aresztowany za „żydowski nacjonalizm burżuazyjny.” Zwolniono go w kwietniu, znów dzięki pomocy Szostakowicza.
W następnych latach Wajnberg komponował dużo muzyki filmowej. Najbardziej znany był film wojenny Lecą żurawie, wyróżniony Złotą Palmą na festiwalu filmowym w Cannes w 1958 roku.
Odtąd prawie całe życie upływało Wajnbergowi w Moskwie. Tylko raz, w 1966 roku przyjechał na „Warszawską Jesień”. Bardzo dużo komponował, czasami publicznie wykonywał jako pianista utwory Szostakowicza. Nadal pisał do filmów, także rysunkowych, jak najpopularniejszy z filmów animowanych z jego muzyką Miś Puchatek w reżyserii Fiodora Chitruka. W 1971 roku otrzymał tytuł „Zasłużonego Działacza Sztuk RFSRR”, w 1980 roku „Ludowego Artysty RFSRR”, a w 1990 roku dostał Nagrodę Państwową ZSRR. W połowie lat osiemdziesiątych Wajnberg powrócił do imienia Mieczysław. Z okazji 75. urodzin w 1994 roku otrzymał odznaczenie „Zasłużony dla kultury polskiej”. Krótko przed śmiercią ochrzcił się w cerkwi prawosławnej. 
Pochowany na cmentarzu Domodiedowskim w Moskwie.

## Dorobek artystyczny
Pozostawił bogaty dorobek muzyczny, m.in.:
- 22 symfonie
- 4 symfonie kameralne
- 18 koncertów solowych na różne instrumenty z orkiestrą
- 17 kwartetów smyczkowych
- 6 sonat fortepianowych
- sonata na kontrabas
- 4 kantaty

oraz wiele innych utworów orkiestrowych, kameralnych, solowych i wokalnych

### Opery
- Pasażerka (1967-1968) na motywach powieści Z. Posmysz. Premiera: 2006 w Moskwie
- Madonna i żołnierz
- Winszujemy według Szolema Alejchema
- Lady Magnesia według G.B. Shawa
- Portret (1983) według Gogola, do libretta A. Miedwiediewa. Premiera: 1983 w Brnie, kolejne inscenizacje: 1992 Moskwa (w. skrócona), 2010 (Bregencja), 2011 Leeds, 2013 Poznań
- Idiota (1986) według Dostojewskiego

### Muzyka filmowa

#### Filmy fabularne
- 1957: Lecą żurawie
- 1958: Pogromczyni tygrysów
- 1961: Psotnicy
- 1973: Jak Iwanuszka szukał cudu
- 1979: Słowik
- 1979: Księżniczka w oślej skórze

#### Filmy animowane
- 1950: Niedźwiedź Dreptak i jego wnuczek
- 1953: Mężny Pak
- 1956: Dwanaście miesięcy
- 1964: Niedźwiadek Toptuś
- 1965: Wakacje Bonifacego
- 1969: Bajka o bułeczce
- 1969: Miś Puszatek
- 1971: Kubuś Puchatek idzie w gości
- 1972: Kubuś Puchatek i jego troski
- 1979-1982: Zajączek i jego przyjaciele
- 1983: Lew i byk

## Nagrody i odznaczenia
- Zasłużony Działacz Sztuk RFSRR (1971)
- Ludowy Artysta RFSRR (1980)
- Nagroda Państwowa ZSRR (1990)

## Recepcja
W ostatnich latach na zachodzie Europy wzrosło zainteresowanie jego muzyką. Jej propagatorami byli i są m.in. Gabriel Chmura, Quatuor Danel i Kwartet Śląski. W listopadzie 2009 – z okazji 90. rocznicy urodzin kompozytora – zorganizowano w Manchesterze wielodniowy festiwal poświęcony jego twórczości. 8 października 2010 odbyła się w Teatrze Wielkim w Warszawie premiera opery Pasażerka w reżyserii Davida Pountneya, pod kierownictwem muzycznym Gabriela Chmury. David Pountney inscenizował Pasażerkę już wcześniej na Bregenzer Festspiele w Austrii (2010). W grudniu 2013 operę Portret w jego reżyserii wystawił Teatr Wielki w Poznaniu.
10 maja 2013 odbyła się w Teatrze Narodowym w Mannheim niemiecka prapremiera opery Idiota w reżyserii Reguli Gerber w oryginalnej rosyjskiej wersji językowej, z udziałem dyrygenta Thomasa Sanderlinga (syna dyrygenta Kurta Sanderlinga). Poprzednio opera ta była wystawiana w Rosji, ale jedynie we fragmentach.
W 2021 r. z inicjatywy Marii Sławek, Ani Karpowicz i Aleksandra Laskowskiego powstał w Warszawie Instytut Mieczysława Wajnberga.

## Niejasności i zagadki biograficzne
Zgodnie z dokumentem urodzenia, matka Wajnberga nazywała się Sura Dwojra Stern. W latach 80., podejmując starania o wydanie nowej metryki, Wajnberg podał jednak radzieckim władzom inne dane: Sara Kotlicka. Powód tej zmiany danych matki jest nieznany. „Pod takim właśnie imieniem i nazwiskiem opowiadał o matce już wcześniej swojej rosyjskiej rodzinie. Sara – z imienia Żydówka, Kotlicka – z nazwiska Polka - rozważa tę zagadkę Danuta Gwizdalanka, wysuwając hipotezę, iż „Wajnberg, podobnie jak Tuwim, czuł się jednocześnie Polakiem i Żydem”. Tuwim dał temu wyraz w wierszu Matka z Kwiatów polskich, a wiersz ten Wajnberg wykorzystał w swojej VIII Symfonii.
Inną niejasnością jest data urodzenia. Powołując się na tę właśnie metrykę wydaną w ZSRR podaje się, że Wajnberg urodził się 8 grudnia 1919 roku. W dokumentach odkrytych w Warszawie wpisano natomiast 12 stycznia 1919 roku. Nie wydaje się prawdopodobne, by warszawski dokument sfałszowano, a już tym bardziej nieprawdopodobne jest to, że metrykę wystawiono na 11 miesięcy przed urodzeniem dziecka. Zatem jeśli ów grudzień jest prawdziwy, to pewnie chodziło o grudzień 1918, a nie 1919 roku. Przesuwanie daty urodzenia „do przodu” było wówczas dość powszechnie praktykowane.

## Upamiętnienie

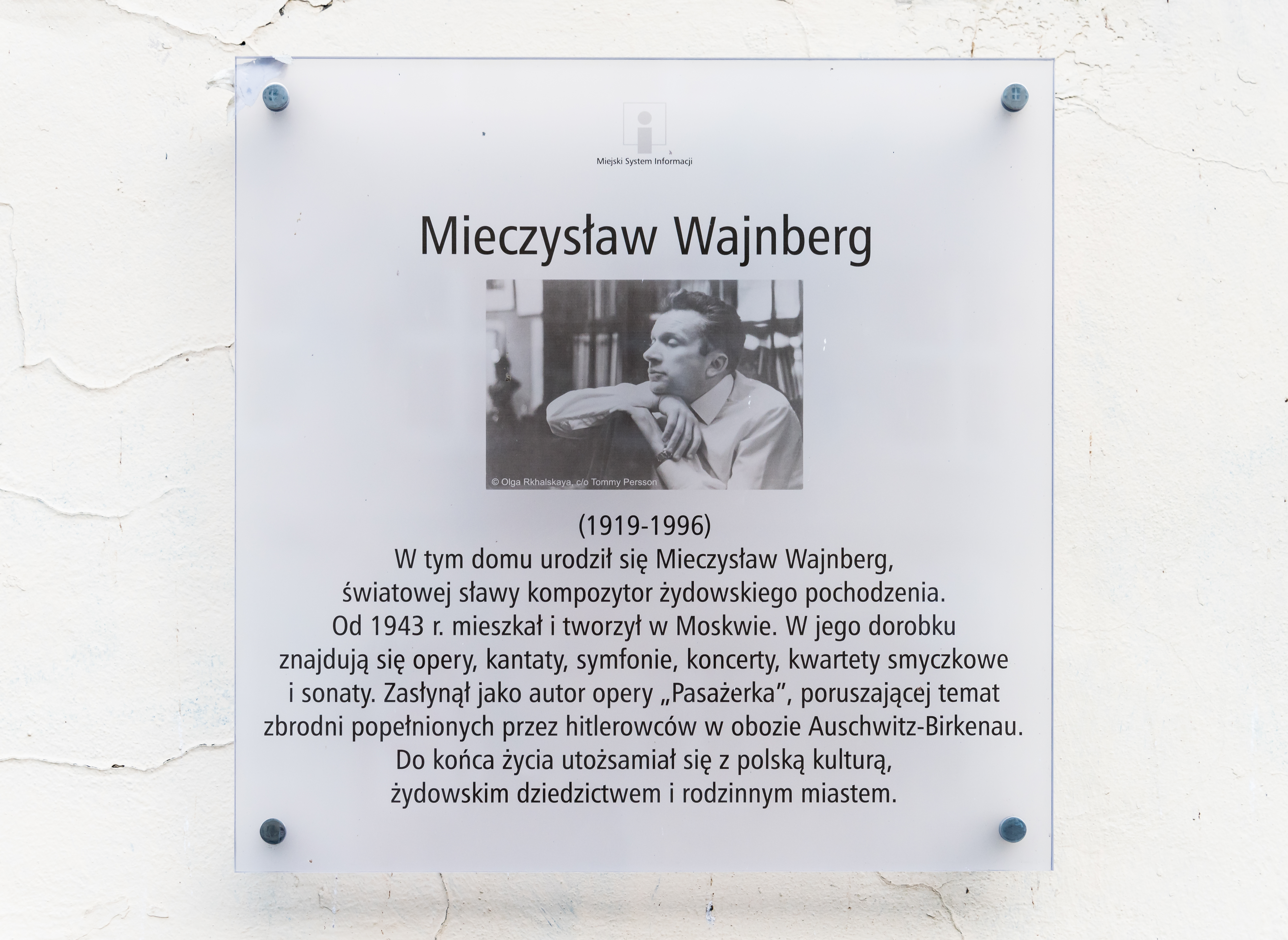
Tablica pamiątkowa na kamienicy przy ul. Żelaznej 66 odsłonięta w 2020 roku

- W 2020 na kamienicy przy ul. Żelaznej 66 w Warszawie, w której mieszkał, odsłonięto tablicę pamiątkową[14].
- W 2021 jego imieniem nazwano ulicę w dzielnicy Wola, biegnącą od ul. Chłodnej do ul. Krochmalnej[15].